# 小磨盘胡同
小磨盘胡同，是位于中国北京市西城区的胡同，现已无存。

## 简介
小磨盘胡同走向曲折，东起达智胡同，西行向南折至民丰胡同。全长200米，平均宽度4米。清朝称“磨盘大院”，因为走向形似圆圈而得名。后来析为南、北两段，该段在北，而且规模比较小，中华民国成立后遂称“小磨盘院”。另一段在南，称“大磨盘院”。1965年北京市整顿地名，小磨盘院更名为“小磨盘胡同”，大磨盘院被并入民丰胡同。1990年代，小磨盘胡同拆除，后来其址成为2000年至2001年间建设的居民小区“丽华苑”。